# Озеро Джека Лондона
Озеро Дже́ка Ло́ндона — пресное озеро, расположенное в верховьях реки Колымы в Ягоднинском районе Магаданской области. Лежит среди гор на высоте 803 метра, длина в северо-западном направлении — 10 километров, глубина достигает 50 метров. Площадь зеркала — 14,4 км². Площадь водосбора — 221 км².
В озеро впадает река Пурга и несколько ручьёв: Студёный, Неведомый и мелкие безымянные. Протокой Вариантов оно соединено с озером Танцующих Хариусов, из которого вытекает река Кюель-Сиен — левый приток Колымы, впадающий в Колымское водохранилище. Находится между хребтами Большой Аннгачак — высшие точки которого гора Снежная (2292 метра) и пик Абориген (2286 метров) — и Уаза-Ина.

## Окрестности озера

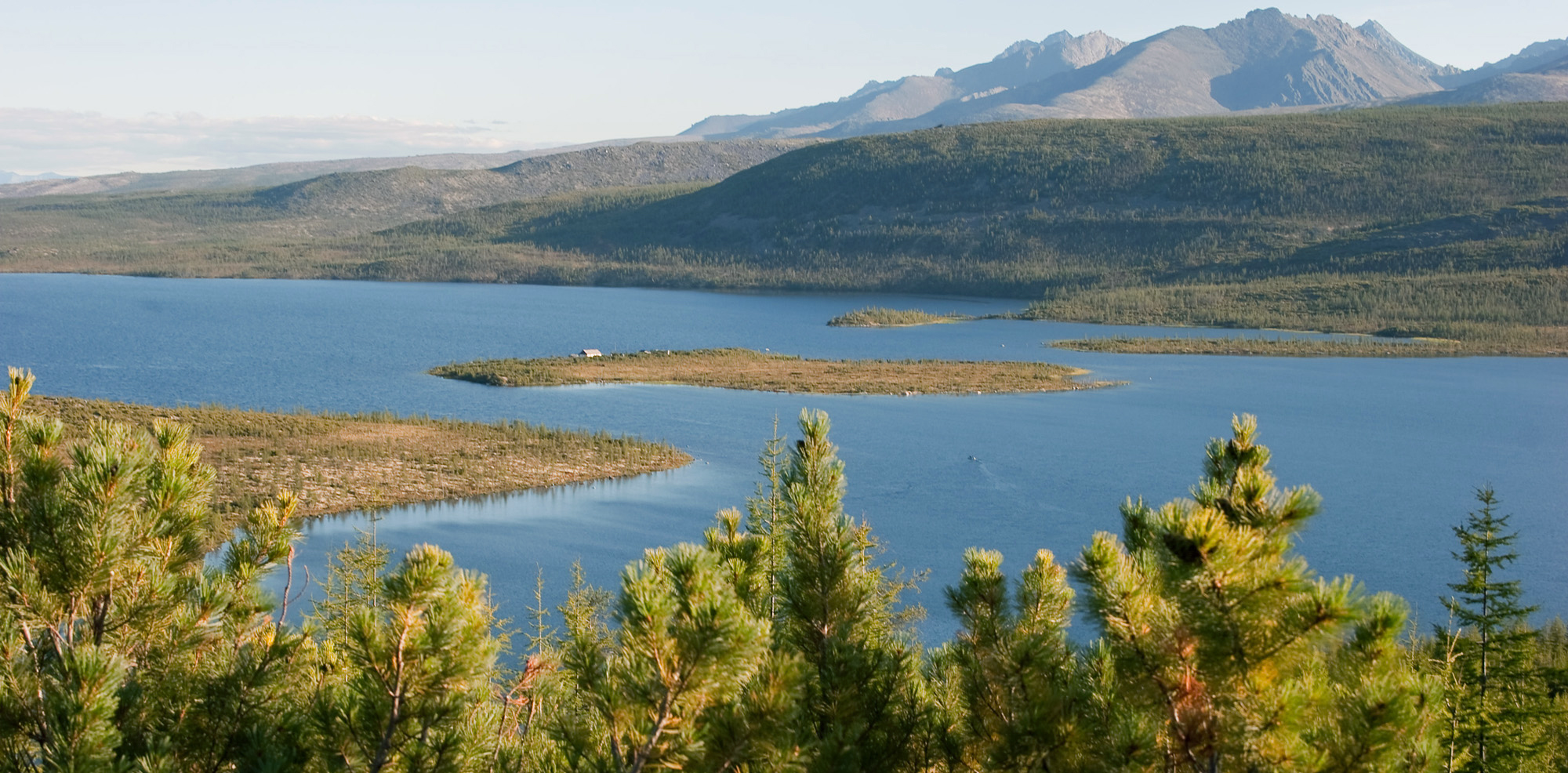
Озеро Джека Лондона и метеостанция на острове Вера

Район озера входит в природный парк «Озеро Джека Лондона».
Берега невысокие, чаще поросшие лиственничным лесом или кедровым стлаником. По берегам встречаются песчаные пляжи. Несколько живописных мысов выступают в озеро. Узкое вытянутое озеро напоминает фьорды Норвегии. До конца июля на озере плавают льдины, но у берегов вода прогревается до +10-12 °C. Наивысшие уровни воды наблюдаются в середине-конце июля. Замерзает озеро в середине октября. Толщина льда к концу мая достигает 120—150 см, в отдельные годы доходит до 2 м.
Вокруг озера Джека Лондона множество небольших по площади озёр. Наиболее выделяющиеся по размерам — озера Мечта, Анемон, Серая Чайка, Невидимка, Соседнее, Кудиновские озера. Озера занимают понижения, образованные моренами древних ледников. Вся группа озёр расположена в небольшой впадине, окруженной горными хребтами.

## Климат
Климат района резко континентальный, суровый. Средняя температура воздуха в январе понижается до −33 °C. Зимой в горах бывают сильные метели. На подветренных, чаще восточных склонах и гребнях нависают мощные снежные карнизы. В зимние месяцы велика опасность схода лавин. Лето сравнительно теплое в долинах, прохладное в горах. Средняя температура воздуха в июле +12 °C. В начале и конце лета бывают заморозки, в горах выпадает снег. Нередки дожди, вызывающие на реках паводки.

## Острова
На озере имеется 4 острова. Центральный остров, самый маленький, делит озеро на две части — Малый Джек и Большой Джек. На острове Вера, расположенном в северной части озера, находится метеостанция.

## Название
Озеро Джека Лондона — одно из самых красивых и экзотичных озёр Дальнего Востока. Старожилы рассказывают, что своё название озеро получило благодаря необычной находке, сделанной «первооткрывателями». Когда озеро было обнаружено, на берегу исследователи нашли книгу Джека Лондона «Мартин Иден».
Однако есть и другая версия возникновения такого названия у озера. Многие геологи любили произведения Джека Лондона. Ю. А. Билибин, руководитель первой геологической экспедиции на Колыму, открывшей здесь золото, высказывал мысль назвать один из географических объектов на Северо-Востоке именем Лондона. В 1932 году геолог П. И. Скорняков, работавший в районе одного из живописнейших озёр Северо-Востока, дал ему имя Джека Лондона.